# Auguste Trémont
Auguste Nicolas Trémont (* 30. Dezember 1892 in Luxemburg; † 23. Oktober 1980 ebenda) war ein luxemburgischer Bildhauer, Medailleur und Maler. Er arbeitete vor allem in Paris und spezialisierte sich auf Tierskulpturen.

## Leben

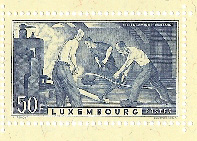
Von Tremont gestaltete Briefmarke

Trémont studierte in Luxemburg an der Handwerkerschule. Im Oktober 1909 kam er nach Paris und wurde Schüler der „École des arts décoratifs“. Der Ausbruch des Ersten Weltkriegs überraschte ihn bei einem Besuch in Luxemburg. Bei dem Versuch nach Paris zurückzukehren wurde er von den Deutschen an der Schweizer Grenze verhaftet. Nachdem er aus der Haft entlassen worden war, kehrte er nach Luxemburg zurück, wo er bis 1918 blieb. Er arbeitete als Zeichner im Stahlwerk Düdelingen. Dort erwarb er die Freundschaft von Aloyse Meyer, dem zukünftigen Präsidenten der ARBED. Mit dem Bleistift in der Hand studierte er die Arbeiter am Werk. Nach dem Waffenstillstand kehrte er nach Paris zurück. Er studierte an der „École des Beaux Arts“. Es entstanden Porträts und Bilder von Paris, bis er eines Tages den „Jardin des Plantes“, den Zoologischen Garten, entdeckte, wo er seine Bestimmung fand. Auf die Frage, warum er Tiere darstelle, antwortete er: „Weil es das Schwierigste war“.
Er begnügt sich nicht mit Zeichnungen; das Jahr 1924 ist das Jahr der ersten Skulpturen.
Er stellte seine Werke in der „Galerie Ruhlmann“, der späteren „Galerie Edgar Brandt“, und der „Galerie Malesherbes“ aus. Die 1930er Jahre waren seine produktivsten. In Paris schuf er auch die beiden großen Löwen, die den Eingang des Stadthauses in Luxemburg schmücken. Den Zweiten Weltkrieg verbrachte er in Paris. Bei Kriegsende kehrte er nach Luxemburg zurück und schuf Denkmäler für die Opfer des Krieges.
1918 wurde er mit dem Kunstpreis Prix Grand-Duc Adolphe ausgezeichnet. Bilder von Auguste Trémont findet man auf zahlreichen Briefmarken.

## Werke
- 1924 Entwurf des Feierstepplers der neuen Luxemburger 1 und 2 Franken Münzen für den belgischen Künstler Armand Bonnetain.[1]
- 1924 Chimpanse
- Panther, Königstiger,
- 1926–1932 Schwarzer Panther, Panther der sich dreht, Serval, Tiger, Elefant, gehender Tiger, Löwe, Büffel
- 2 Löwen (Stadthaus Luxemburg)
- 1932 Zwergochse der Elfenbeinküste
- Königstiger. Kamel, Hirsch (von der Stadt Paris gekauft)
- 1935 Grubenarbeiter (Luxemburger Gebäude der internationalen Ausstellung in Brüssel)
- 1936 religiöse Szenen (Kathedrale in Luxemburg)
- 1937 Hirschkuh (Luxemburger Gebäude der internationalen Ausstellung in Paris)
- 1945 Medaille der Befreiung
- Kriegsopfer-Monument (Differdange)
- Kriegsopfer-Monument für die Armee